# Angry Again
Angry Again — песня американской хэви-метал-группы Megadeth, записанная в 1993 году. Композиция вошла в саундтрек к сатирическому боевику «Последний киногерой» и в мини-альбом группы Hidden Treasures 1995 года.

## Список композиций
1. «Angry Again» — 3:46

## Чарты
| Чарт (1993)                     | Позиция |
| ------------------------------- | ------- |
| США (Billboard Mainstream Rock) | 18      |

## Участники записи
- Дэйв Мастейн — ритм-гитара, вокал
- Марти Фридмен — соло-гитара, бэк-вокал
- Дэвид Эллефсон — бас-гитара, бэк-вокал
- Ник Менца — барабаны, бэк-вокал